# Polyptyque Orsini
Le Polyptyque Orsini, appelé aussi Polyptyque de la Passion du Christ, est un retable portatif peint par Simone Martini pour un cardinal de la famille Orsini. Sa date précise et le lieu de sa réalisation sont encore sujet à discussion. Localisé très tôt en France, il a influencé de nombreux artistes français de la fin du Moyen Âge. Il est actuellement dispersé entre trois musées.

## Historique
Le retable de dévotion privée portatif présente les armes de la famille Orsini à l'arrière du panneau du Louvre. Le commanditaire est représenté en habit de cardinal au pied de la descente de croix. Certains historiens de l'art y ont vu le portrait du cardinal romain Napoléon Orsini. Il avait en effet en sa possession un clou de la vraie croix, ce qui pourrait expliquer sa prédilection pour ce thème. Il pourrait avoir commandité l'œuvre avant son départ pour la cour pontificale d’Avignon en 1336. Pour d'autres historiens, il pourrait avoir été peint directement à Avignon, où Martini a suivi Orsini. 
Il est probable que le retable ait été localisé dans la chartreuse de Champmol, près de Dijon, dès la fin du XIVe siècle. Il est encore présent sur place, dans la chambre du prieur, en 1791, date à laquelle il est vendu et sans doute dispersé. Les quatre panneaux d'Anvers sont achetés à Dijon, en 1822, pour la collection de Florent van Ertborn, bourgmestre d'Anvers. Le panneau de Paris est acheté à un M. L. Saint-Denis en 1834 par Louis-Philippe. Le panneau de Berlin est acheté en 1901 à Paris au marchand d'art Émile Pacully.

## Description

### Les six panneaux
Six panneaux de ce retable conservés dans les musées sont :
- Le Portement de Croix (30 × 20,5 cm), conservé au Musée du Louvre, Paris (avec les armes de la famille Orsini au verso).
- La Crucifixion (24,5 × 15,5 cm), conservé au Musée royal des Beaux-Arts d'Anvers.
- La Déposition de Croix (24,5 × 15,5 cm), conservé à Anvers.
- La Mise au tombeau du Christ (23,7 × 16,7 cm), conservé à la Gemäldegalerie (Berlin) (avec les armes de la famille Orsini au verso).
- L'Archange Gabriel (23,5 × 14,5 cm), conservé à Anvers.
- La Vierge de l'Annonciation (23,5 × 14,5 cm), conservé à Anvers.

Les deux derniers panneaux ont été séparés des deux autres panneaux d'Anvers après avoir été sciés dans le sens de l'épaisseur.

### Reconstitution du retable
Le retable peint sur les deux faces, présentait, ouvert,  d'un côté quatre panneaux représentant quatre scènes de la Passion du Christ, de l'autre, les deux revers représentant L'Annonciation. Fermé sans doute en accordéon, on pouvait voir le Portement de Croix représentant les armes des Orsini et au revers le panneau de Berlin aujourd'hui disparu. 

Panneaux centraux
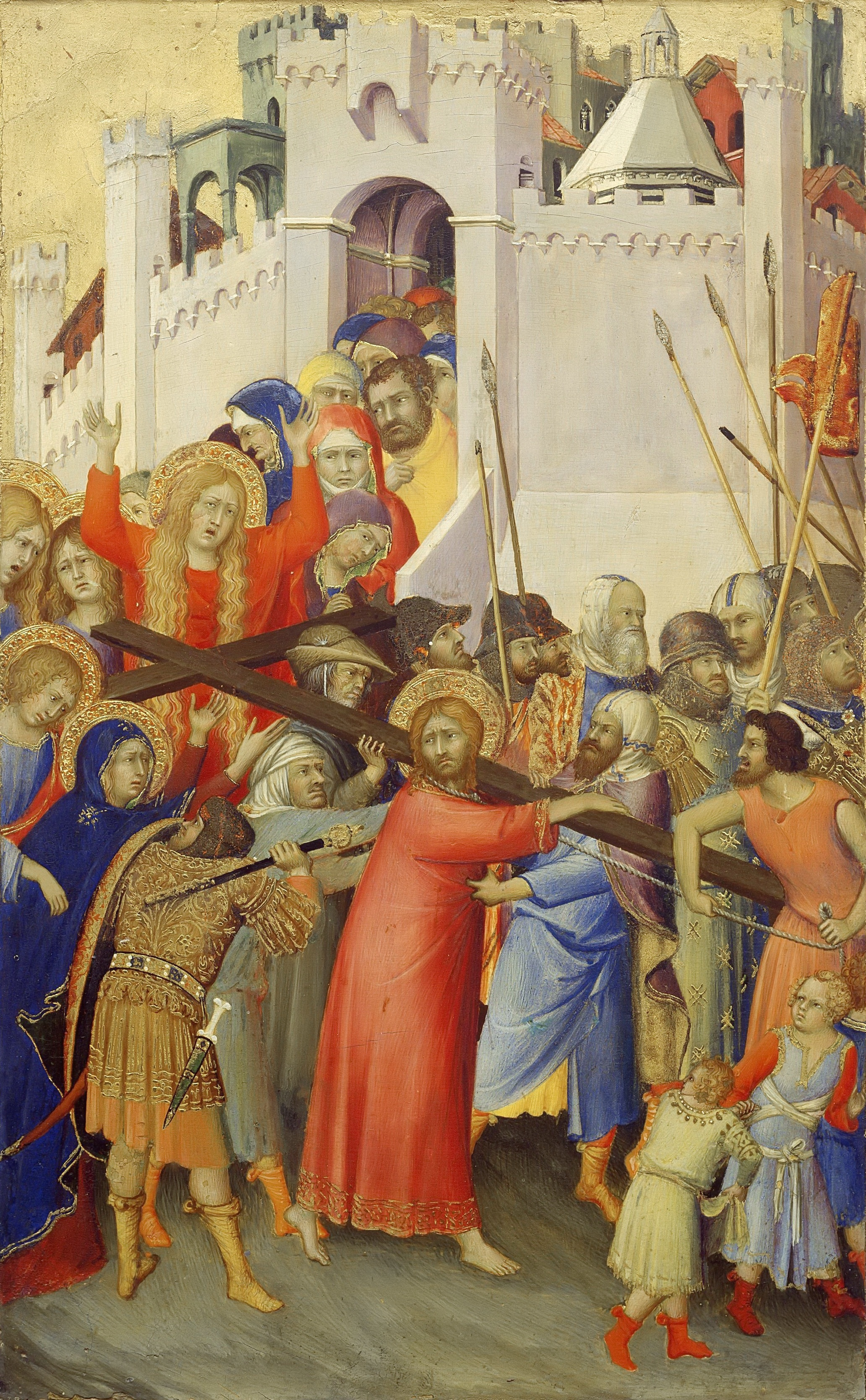
Portement de Croix
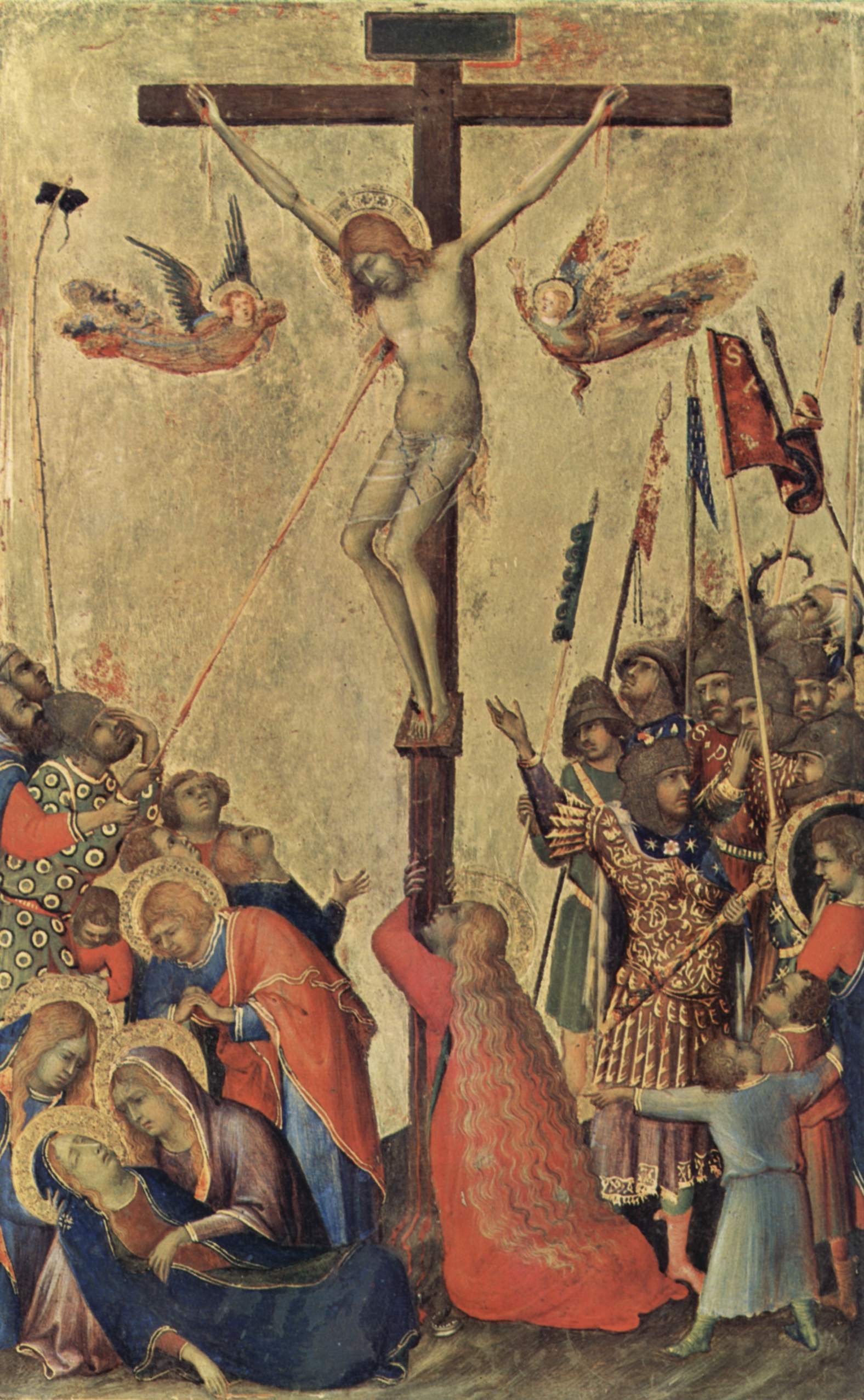
Crucifixion.
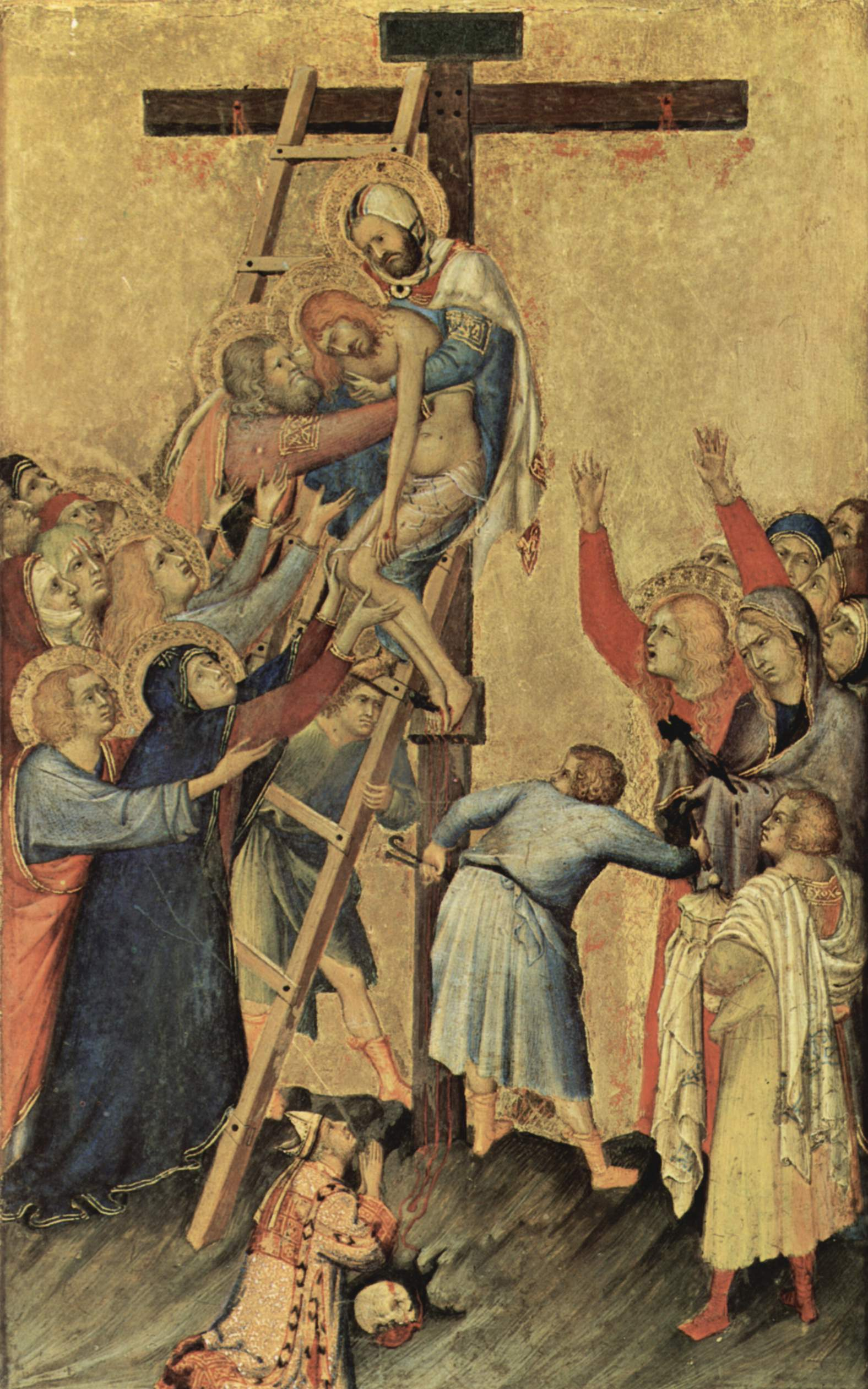
Déposition de la Croix.
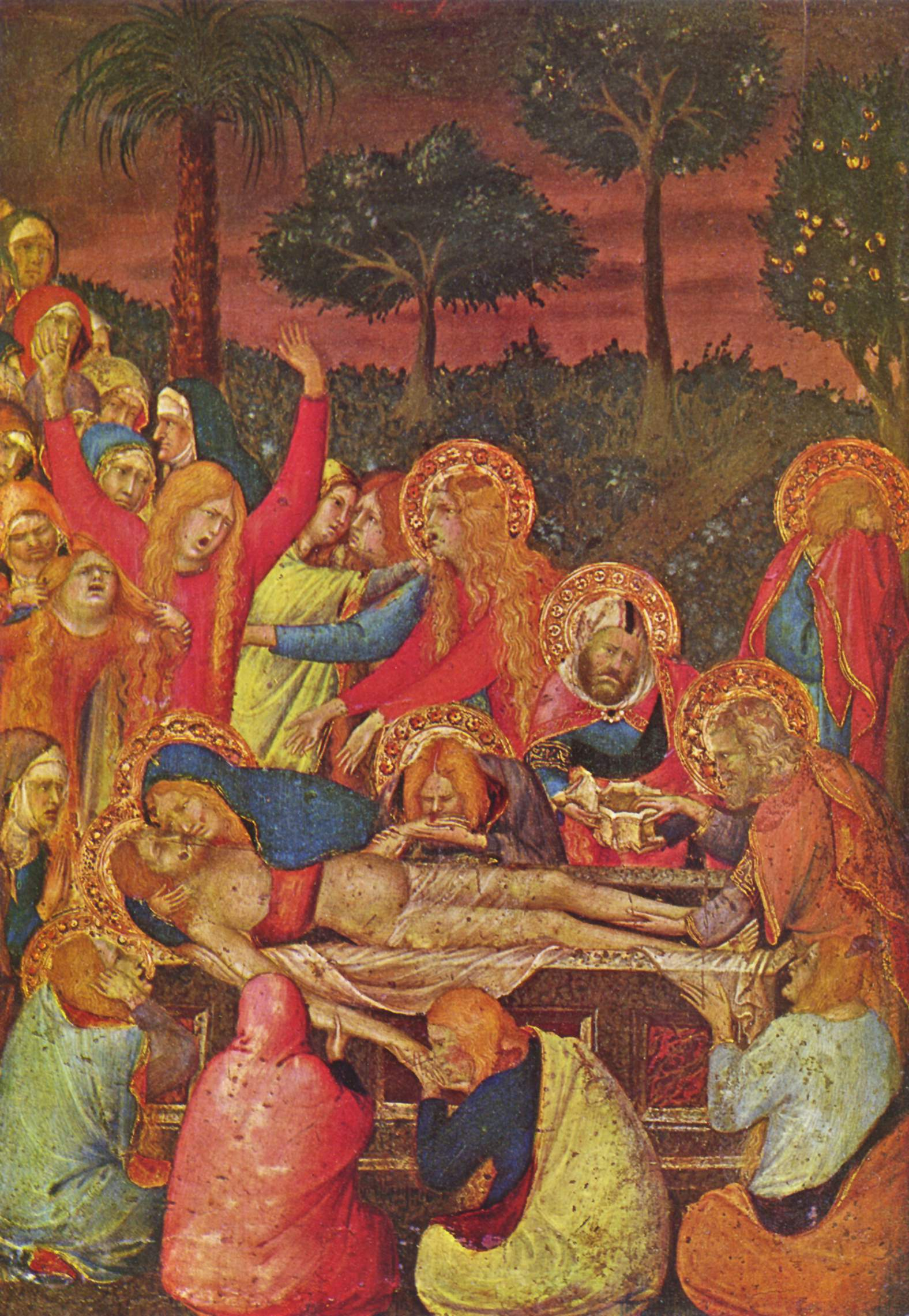
Mise au tombeau.

Panneaux revers
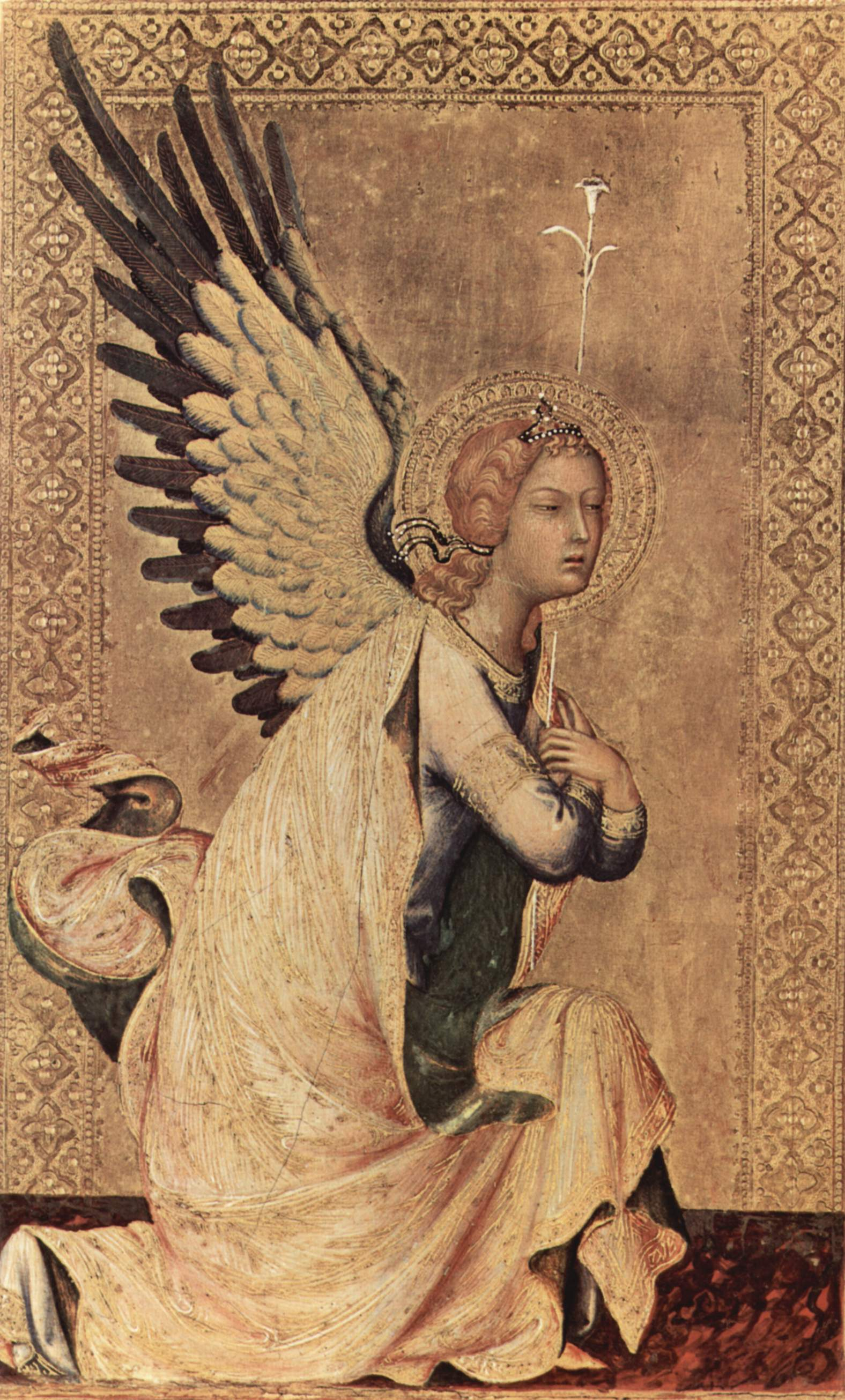
L'archange Gabriel.
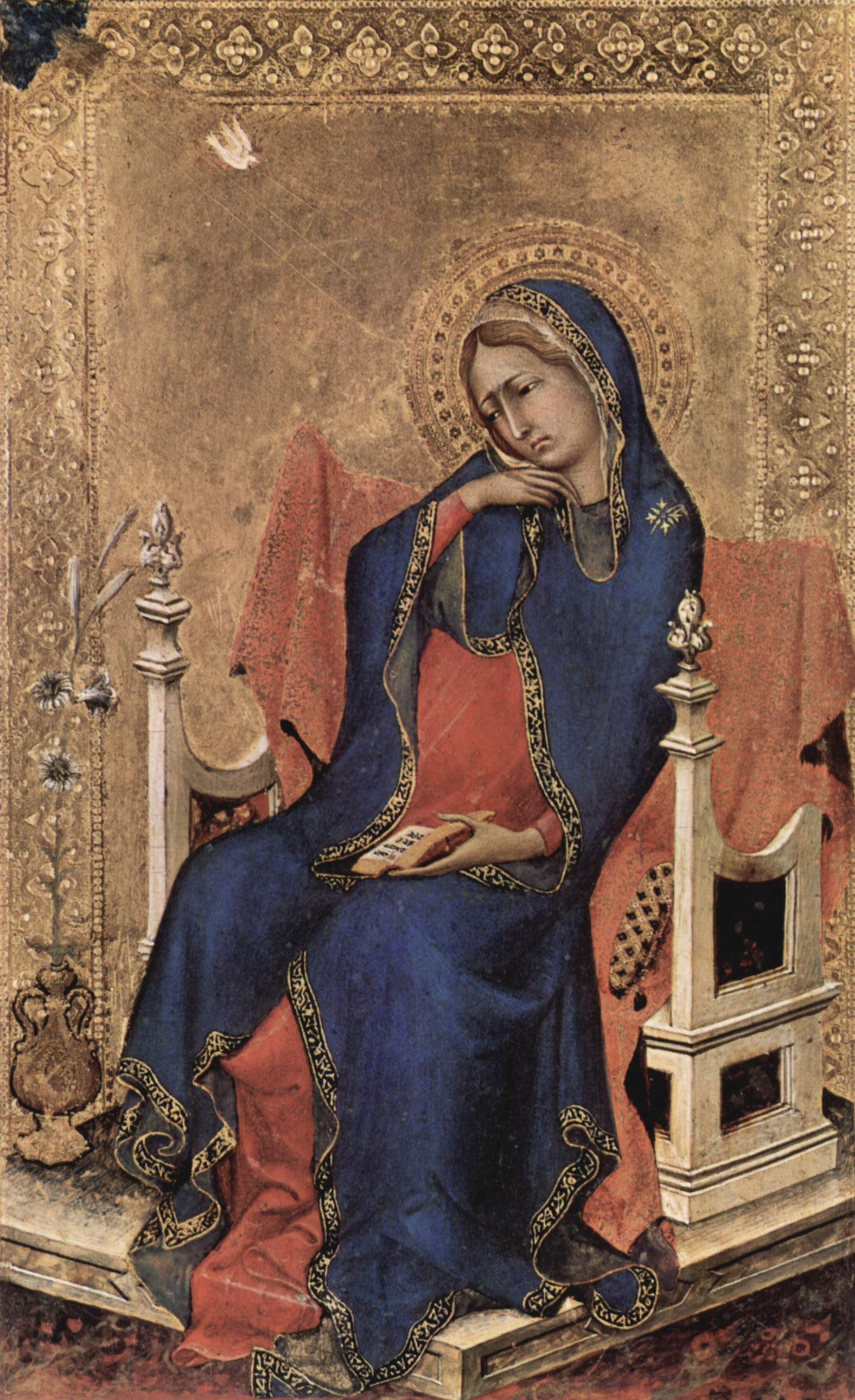
La Vierge de l'Annonciation.

## Influence du retable
Le retable est présent en Bourgogne à une époque où Jean Malouel et ses neveux, les frères de Limbourg, travaillent dans la région au service de Philippe II de Bourgogne, fondateur de la chartreuse de Champmol. Les scènes de la Passion ont visiblement influencé directement certaines miniatures des frères enlumineurs.

Miniatures des Très Riches Heures du duc de Berry influencées par le Polyptyque
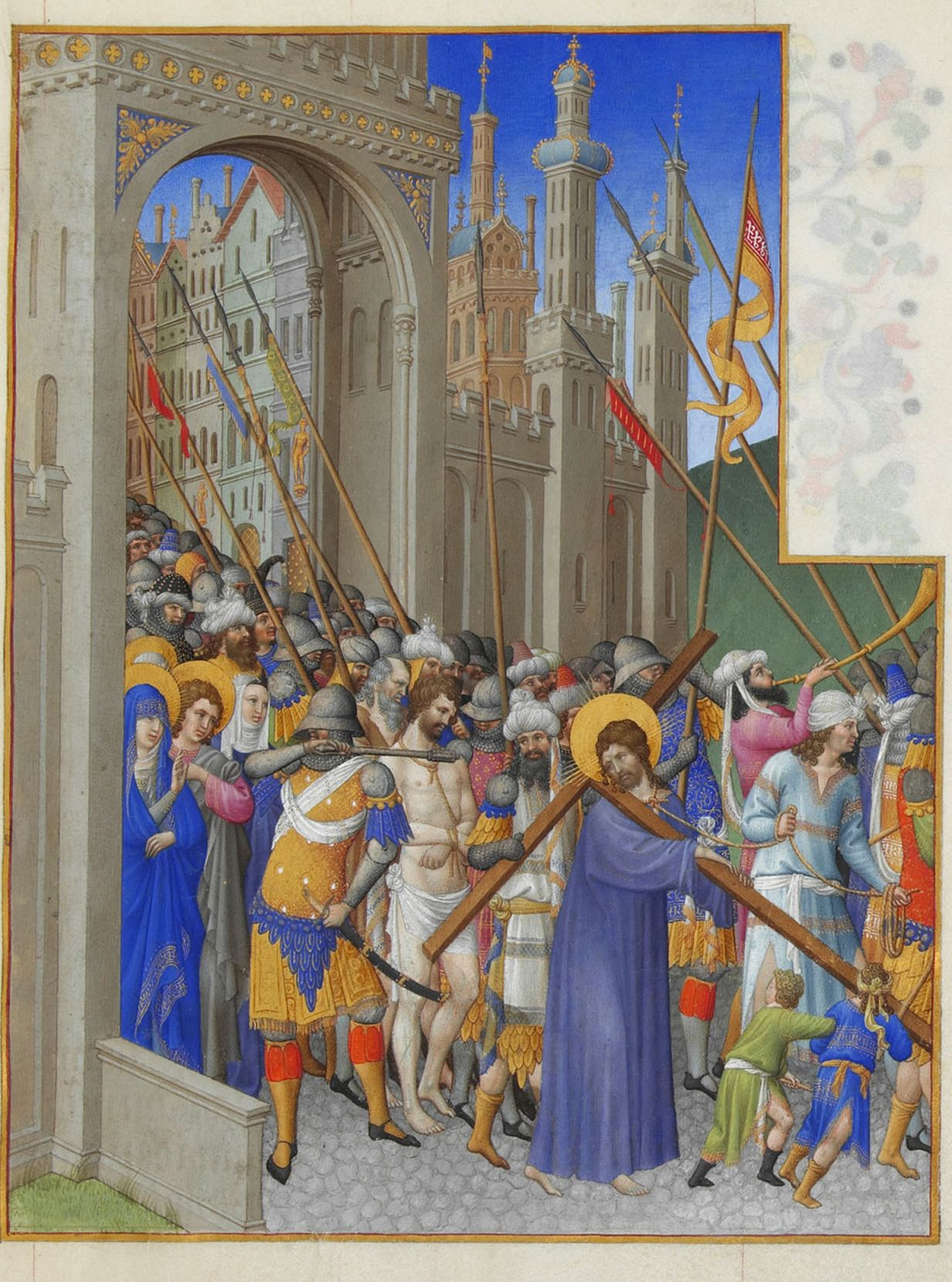
Le Portement de croix
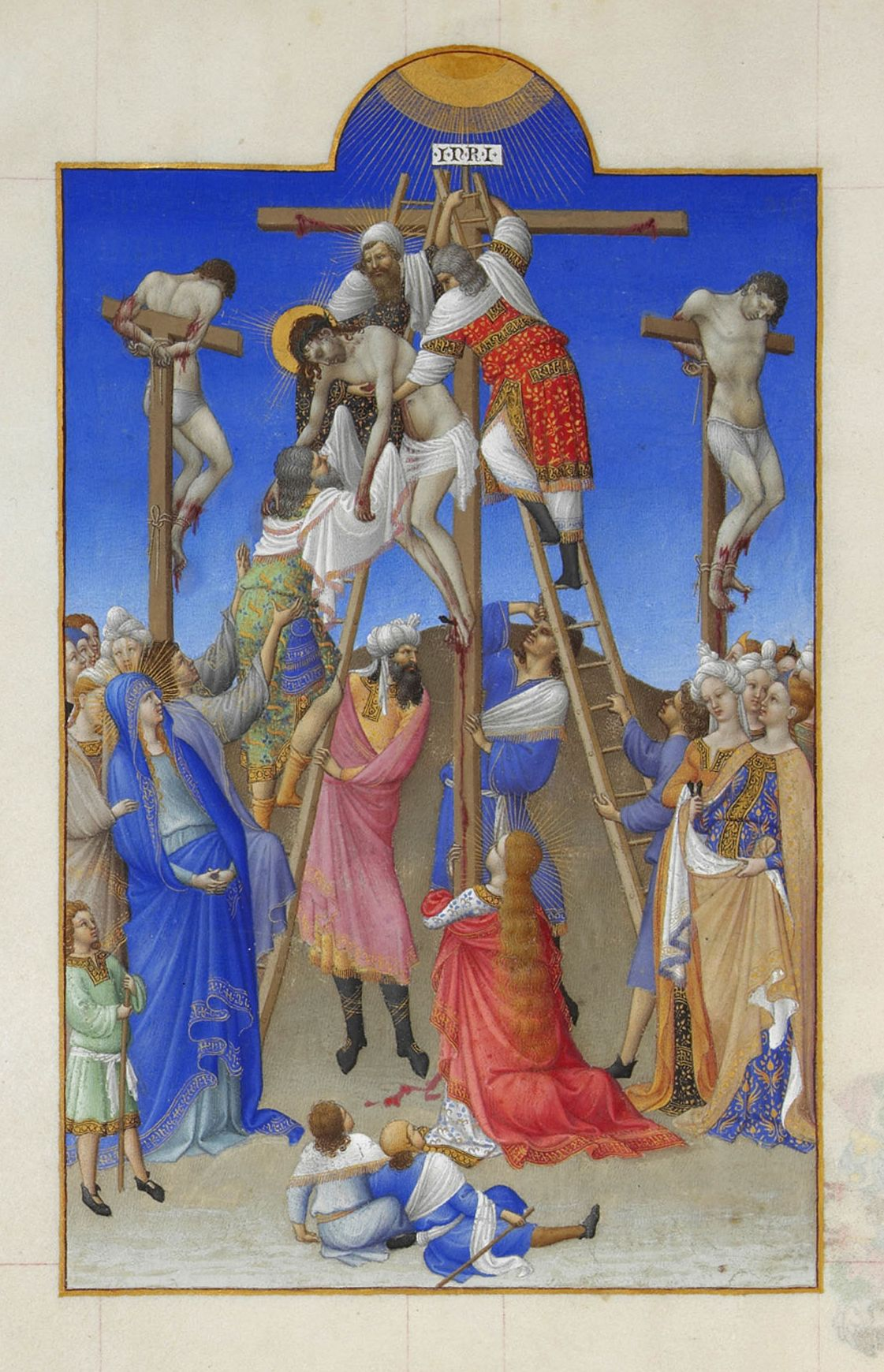
La Déposition de croix
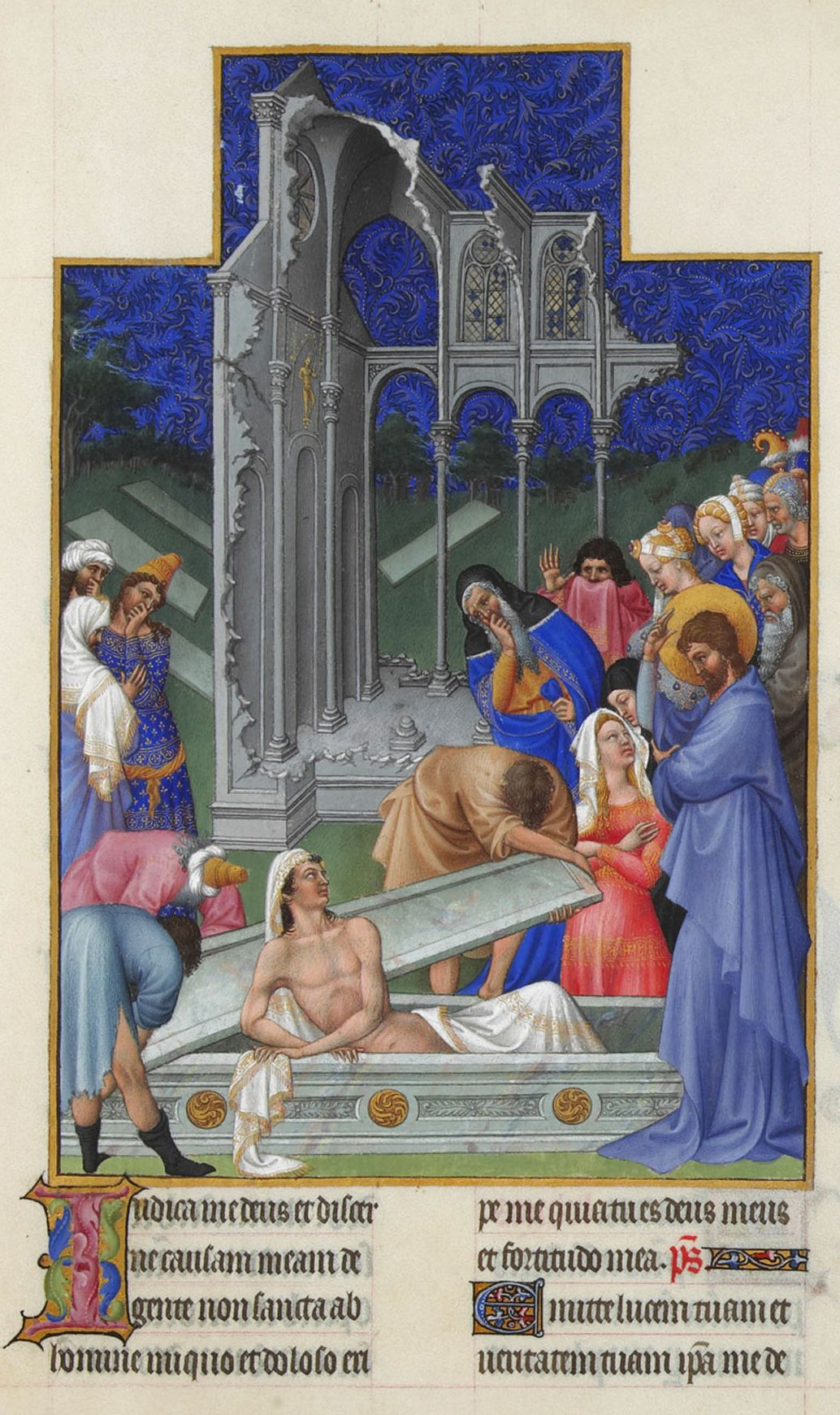
La Résurrection de Lazare

Par ailleurs, d'après l'historienne de l'art Susie Nash, toujours à Champmol, la scène de crucifixion a été reprise dans le calvaire de la Chartreuse connu depuis sous le nom de Puits de Moïse.